# USS Saipan (CVL-48)
La USS Saipan (CVL-48) è stata una portaerei leggera appartenente alla Classe Saipan che ha servito la Marina degli Stati Uniti. In seguito venne riconvertita con il nome di Arlington (AGMR-2) della Major Relay Ship nel 1965.